# Донато Креті
Донато Креті (італ. Donato Creti; 24 лютого 1671, Кремона — 31 січня 1749, Болонья) — італійський художник перехідної доби від пізнього бароко до рококо.

## Життєпис
Народився у місті Кремона. Походив з художньої родини. Його батько був художником-декоратором, а мати доводилася сестрою жінки-художниці Маргеріти Каффі (1647—1710), яка створювала квіткові натюрморти.
1673 року родина перебралась на житло у Болонью. Художні здібності хлопця були помічені і його влаштували на навчання в майстерню художника Джорджо Рапаріні. Серед митців, що були авторитетом для молодого художника — Гвідо Рені та Сімоне Кантаріні. Кантаріні, незважаючи на впливи болонських майстрів, дотримувався і реалістичних настанов, повз котрих пройшов осторонь Донато Креті.

## Перший меценат
Постало питання, де навчати сина. Батько послухав поради художника Джироламо Негрі і не відправив сина до академії з класом малювання з оголеної натури, а запросив додому вчителем художника Лоренцо Пазінеллі (1629—1700).
Про здібного юнака прознав граф Алессандро Фава від власного сина. Граф був власником палацу, котрий свого часу прикрасили фресками брати Карраччі на тему «Історія Енея та Медеї». Палац з фресковим циклом став своєрідним музеєм і школою для низки болонських художників. позаяк брати Карраччі були засновниками художньої академії в Болоньї. Граф відкрив двері власного палацу і для молодого Донато Креті, а згодом став його першим меценатом.
Згодом граф довірив подорослішавшому художнику створити декоративні фрески у кімнаті, що межувала із залою з фресками братів Карраччі (були знищені, не існують).

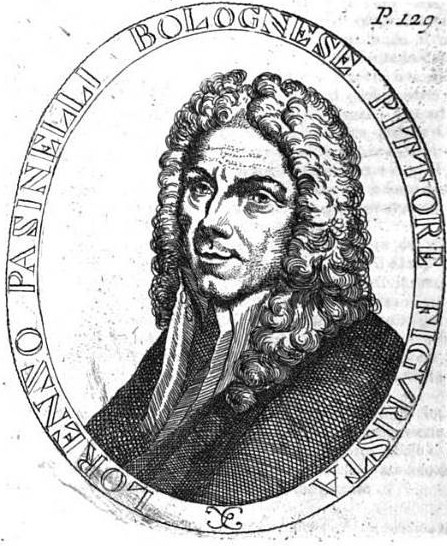
Портрет Лоренцо Пазінеллі.
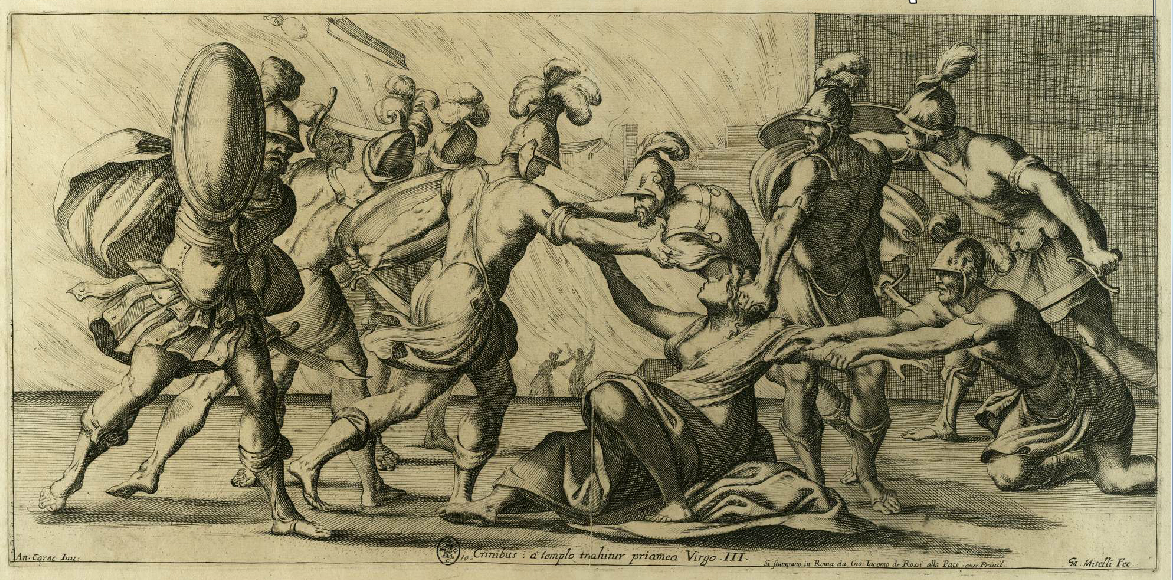
Захоплення Кассандри, гравюра з фрески братів Карраччі в палаці Фава.
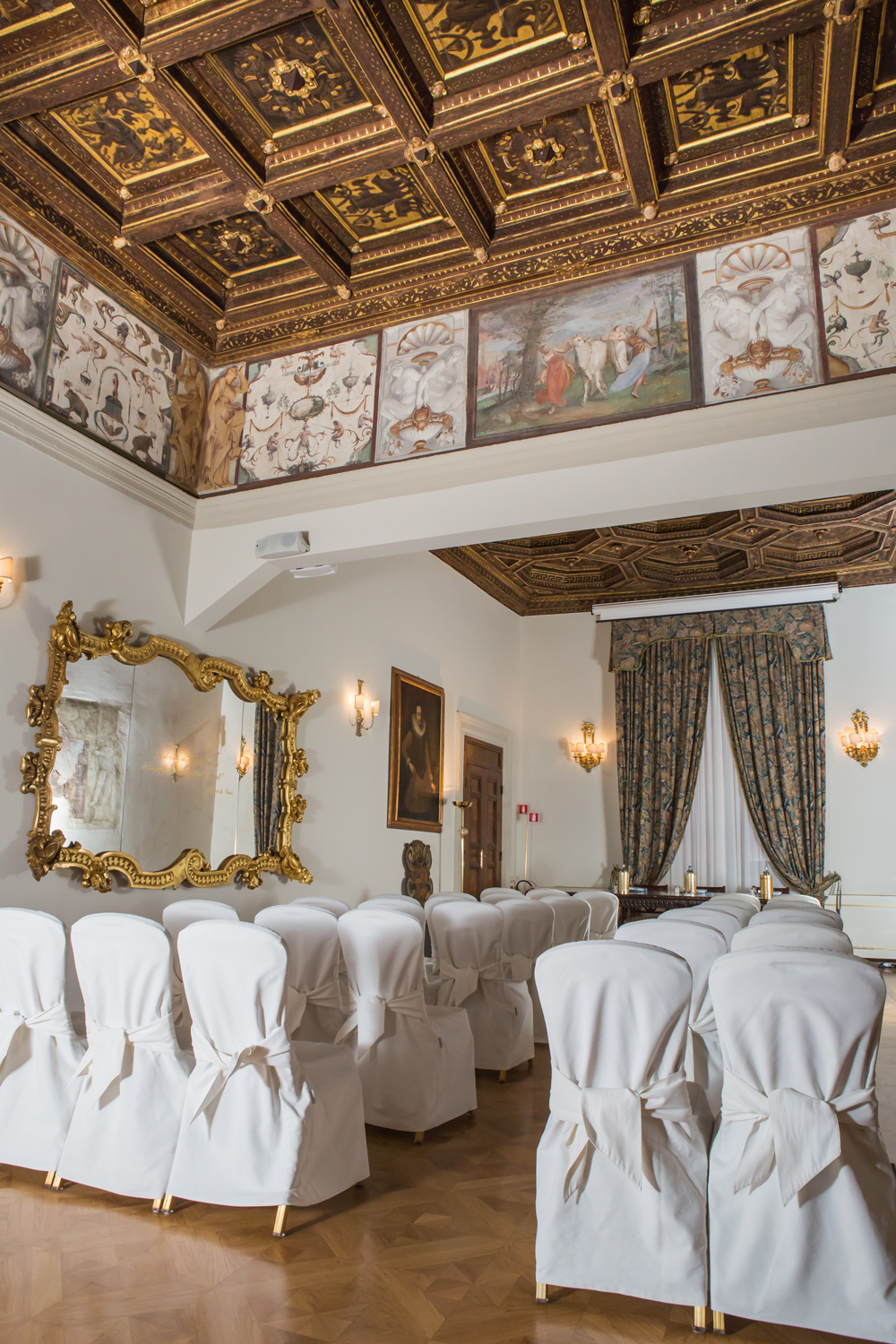
Палаццо Фава (Болонья), зала Європи.
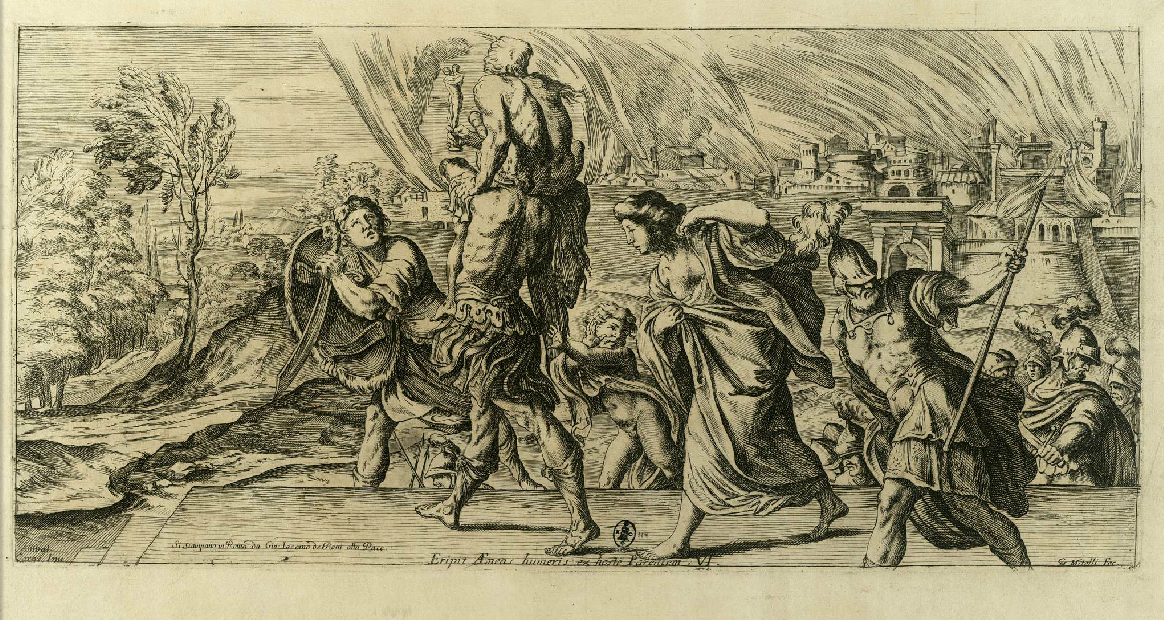
Еней з батьком тікають з палаючої Трої, гравюра з фрески братів Карраччі в палаці Фава.

## Картини серії «Астрономічні спостереження»
Донато Креті був художником широкого діапазону. Він створював картини для католицьких храмів, як і більшість болонських художників, яких перш за все готували для потреб релігійного живопису, але його творчість припала на перехідну добу від пізнього бароко до рококо і просвітництва. Риси предрококо притаманні і деяким картинам та фрескам майстра.
Серед незвичних для доби творів болонського художника — картини серії «Астрономічні спостереження». Серія була створена 1711 року на замову Луїджі Марсілі і призначалась у подарунок папі римському аби схилити того на рішення дати гроші для відкриття у місті астрономічної обсерваторії. Дар був прихильно прийнятий і банкір папи видав гроші на заснування обсерваторії у Болоньї, першої на той час у папській державі.
Невеличкі картини Донато Креті подають дещо фантазійні зображення дев'яти небесних (космічних) об'єктів у вечірніх пейзажах. Наскільки ретельно підійшов художник до створення серії малих за розмірами картин, свідчать його підготовчі малюнки, котрі збережені і мають самостійне значення.

## Власна родина
Донато Креті узяв шлюб 1713 року із синьйориною Франческою Дзані. Дружина померла через шість років, залишивши  трьох малих дітей.

## Учні майстра
- Джузеппе Пероні (1700—1776)
- Авреліано Мілані (1675—1749)
- Франческо Монті (1683—1768)
- Доменіко Марія Фратта (1696—1763)
- Ерколе Граціані молодший (1688—1765).

## Обрані твори (перелік)
- " Автопортрет " у віці 17 років
- «Поклоніння волхвів»
- «Венера перед Енеєм та Акатом»

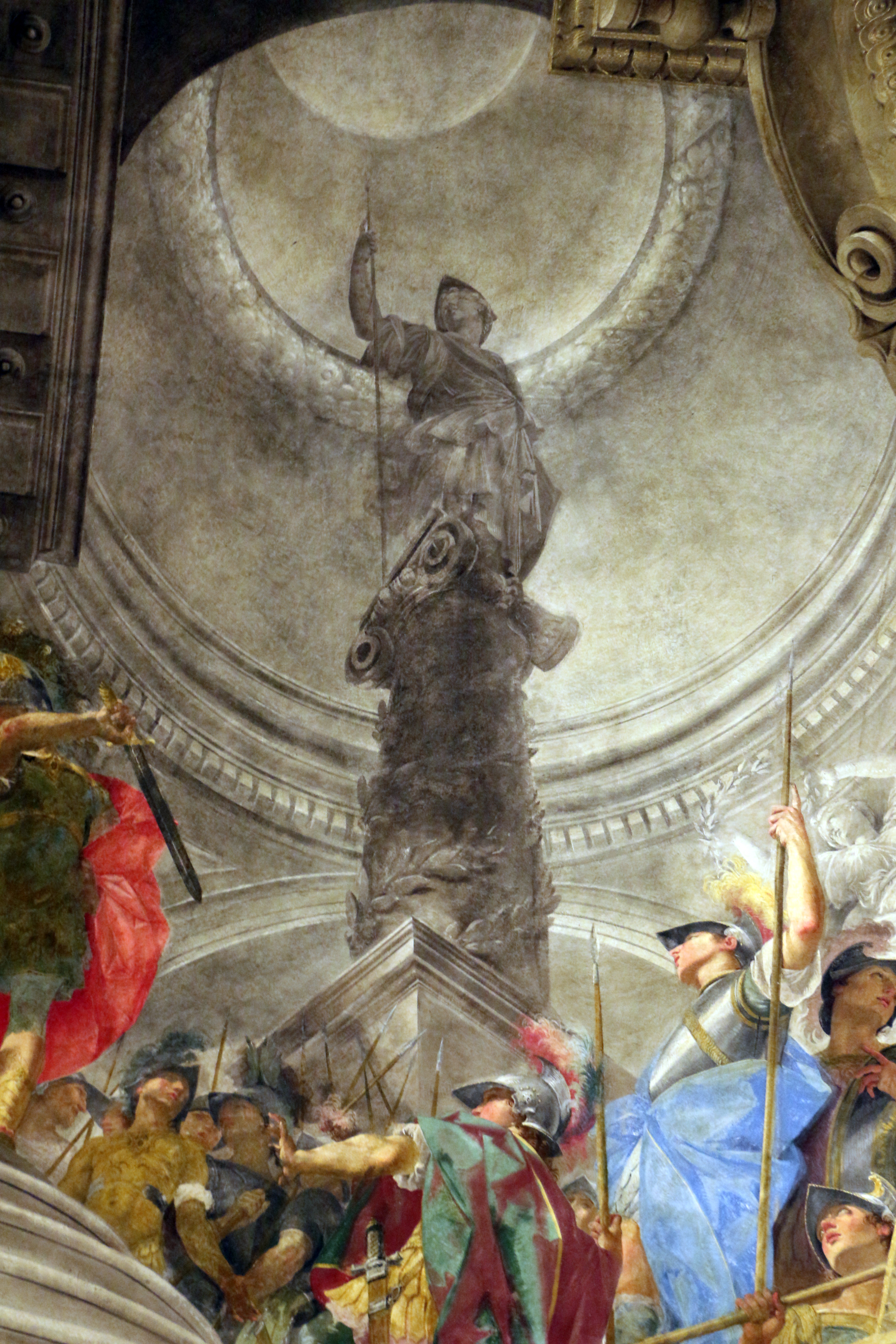
Донато Креті. Плафон «Александр Македонський розрубує гордіїв вузол», до 1710 р., Національна пінакотека Болоньї (Палаццо Пеполі, Болонья)

- «Ахілл знущається над тілом мертвого Гектора», Музей Массі, Франція
- «Александр Македонський розрубє гордіїв вузол», Національна пінакотека Болоньї
- «Клеопатра з низкою перлів», Остін, Техас, США
- «Ахілла передають на виховання кентавру Хіроку». Палаццо Аккурсіо, Болонья
- «Коронування Діви Марії»
- "Танцюючі німфи "
- Чотири катини «Історія Ахілла»
- «Цар Соломон і цариця Савська»
- «Ідолослужіння царя Соломона»
- «Алегорія милосердя»
- «Персей і Андромеда»
- «Сивіла Кумська»
- «Кенотаф Джозефа Аддісона»
- Фрески в паллаці Фава, Болонья
- Фрески в палаці Пеполі, Болонья

## Малюнки Донато Креті

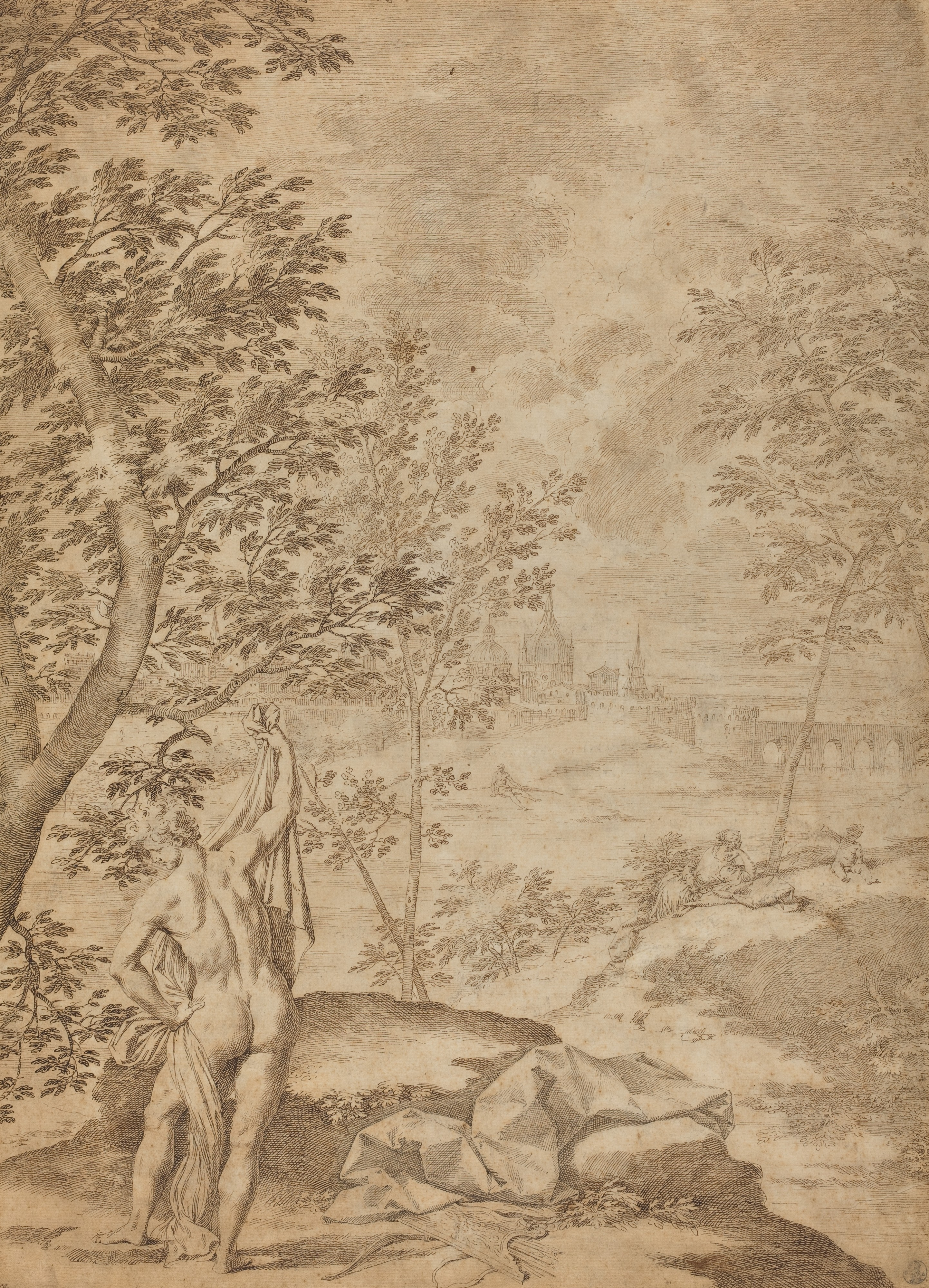
Донато Креті. «Аполлон в пейзажі з річкою і містом», Національна галерея мистецтва, Вашингтон
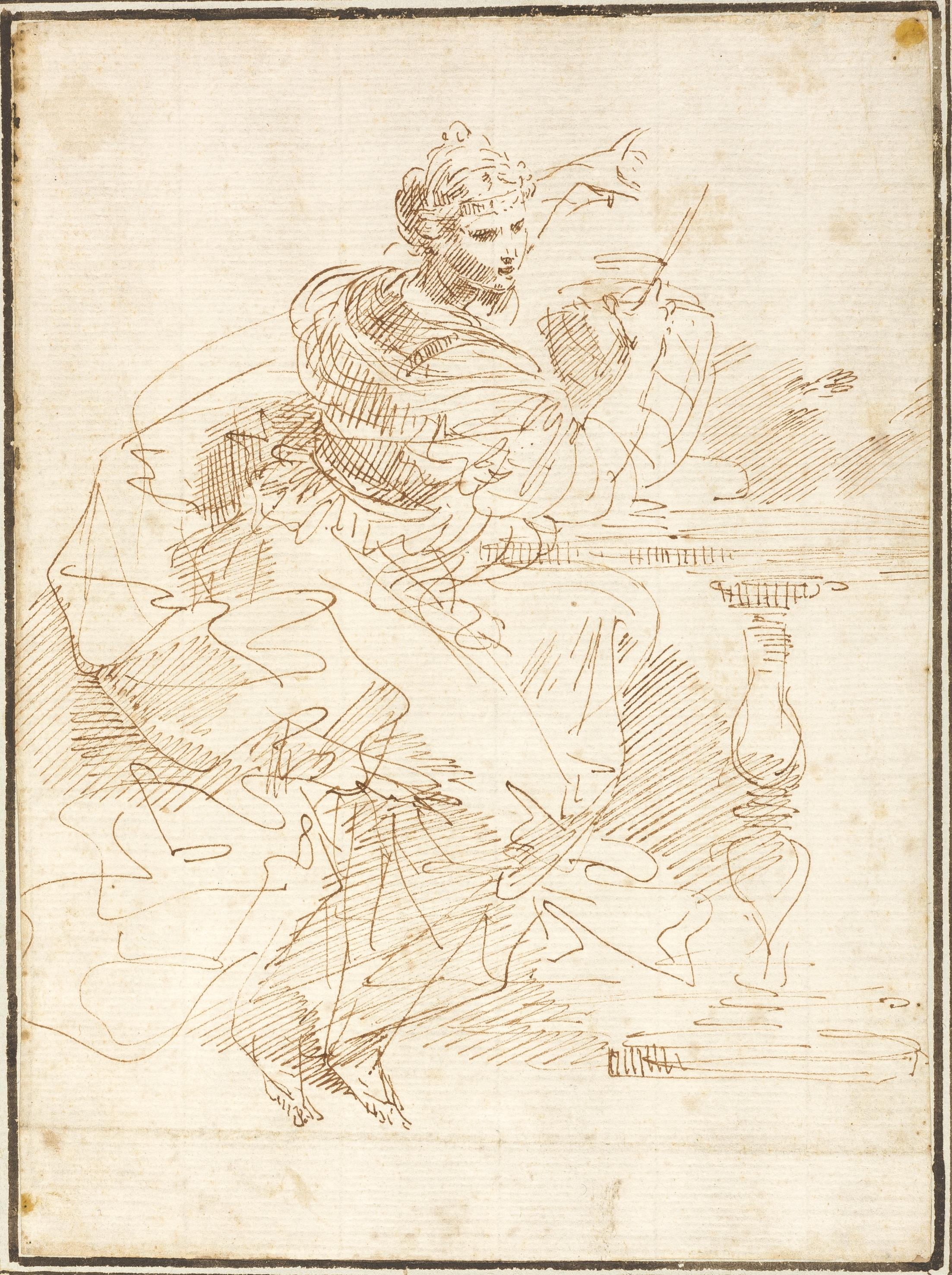
Донато Креті. «Штудія композиції з жіночою фігурою», Національний музей Прадо, Мадрид
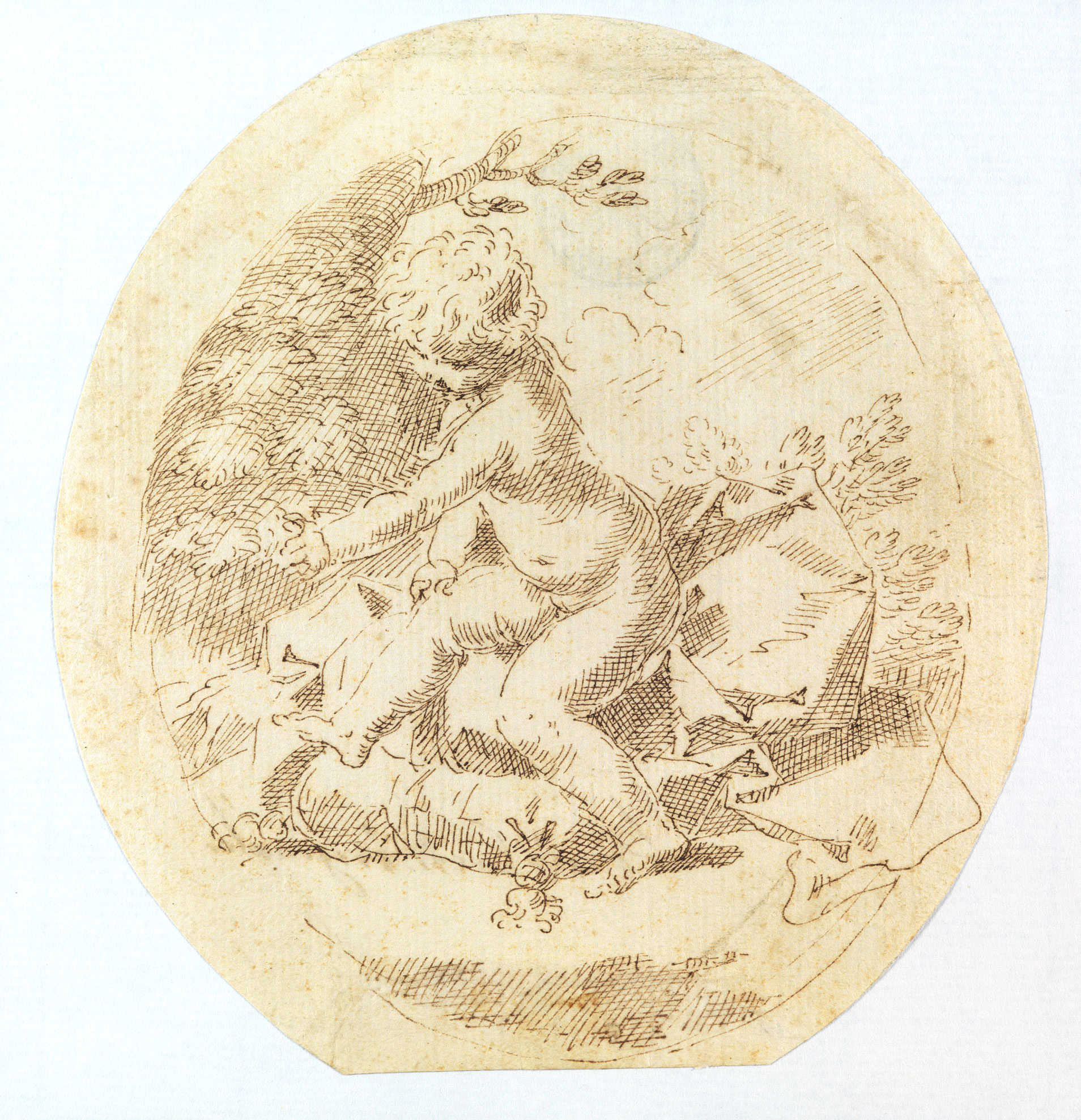
Донато Креті. «Штудія до фігури путті», Національна бібліотека Бразилії

## Серія «Астрономічні спостереження»

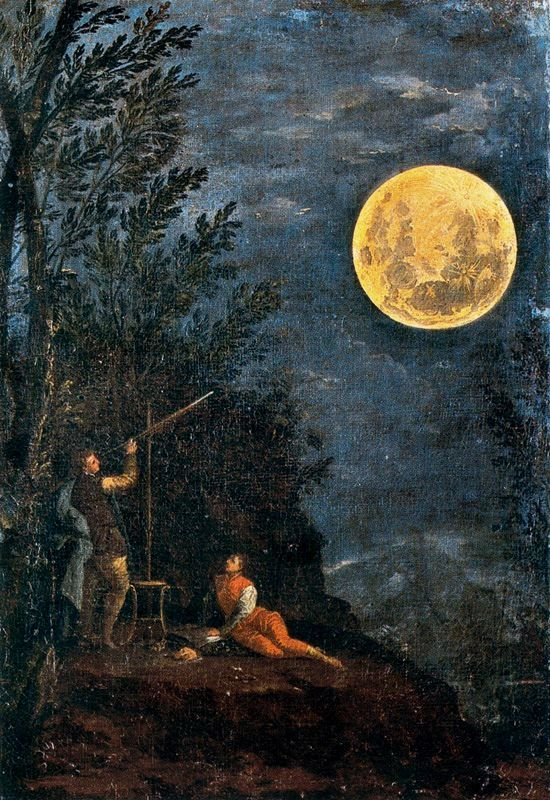
Донато Креті. «Місяць», 1711 р.
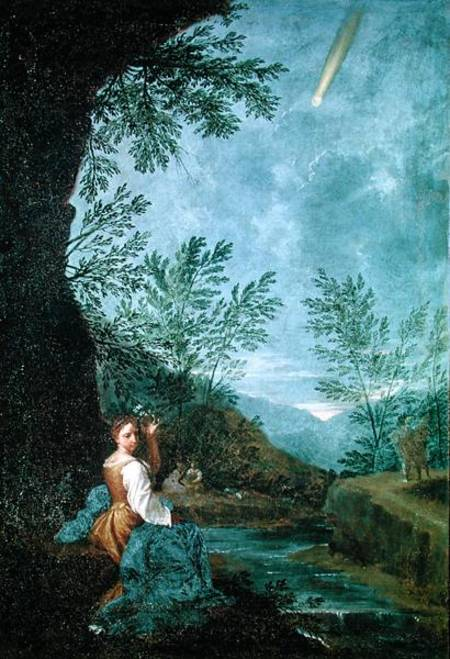
Донато Креті. «Комета», 1711 р.
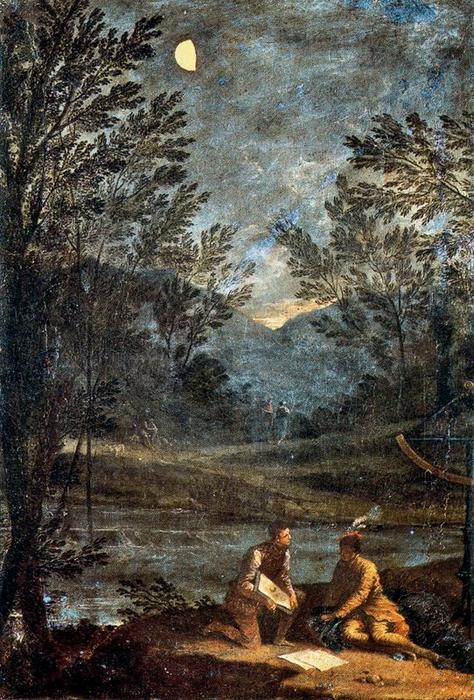
Донато Креті. « Меркурій», 1711 р.
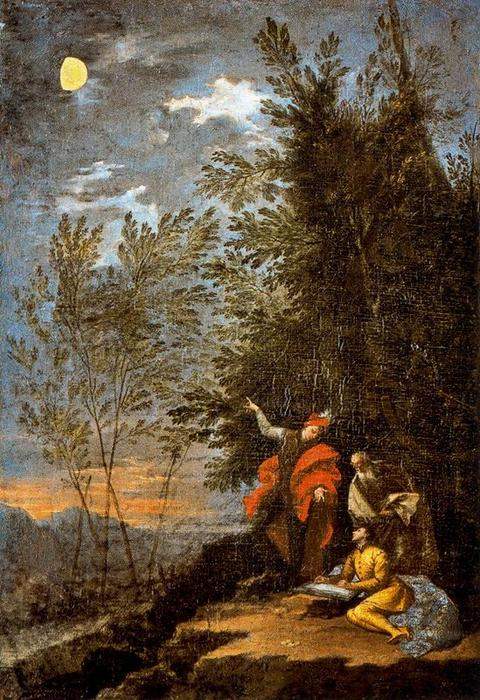
Донато Креті. « Марс», 1711 р.
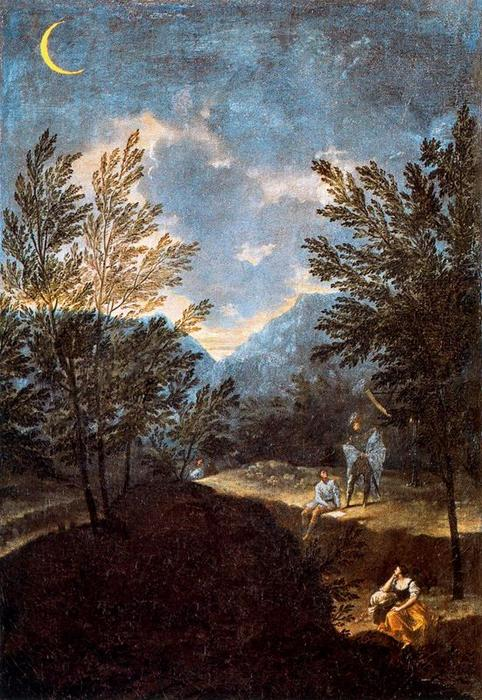
Донато Креті. « Венера», 1711 р. Всі — Ватиканська пінакотека

## Обрані твори (глерея)

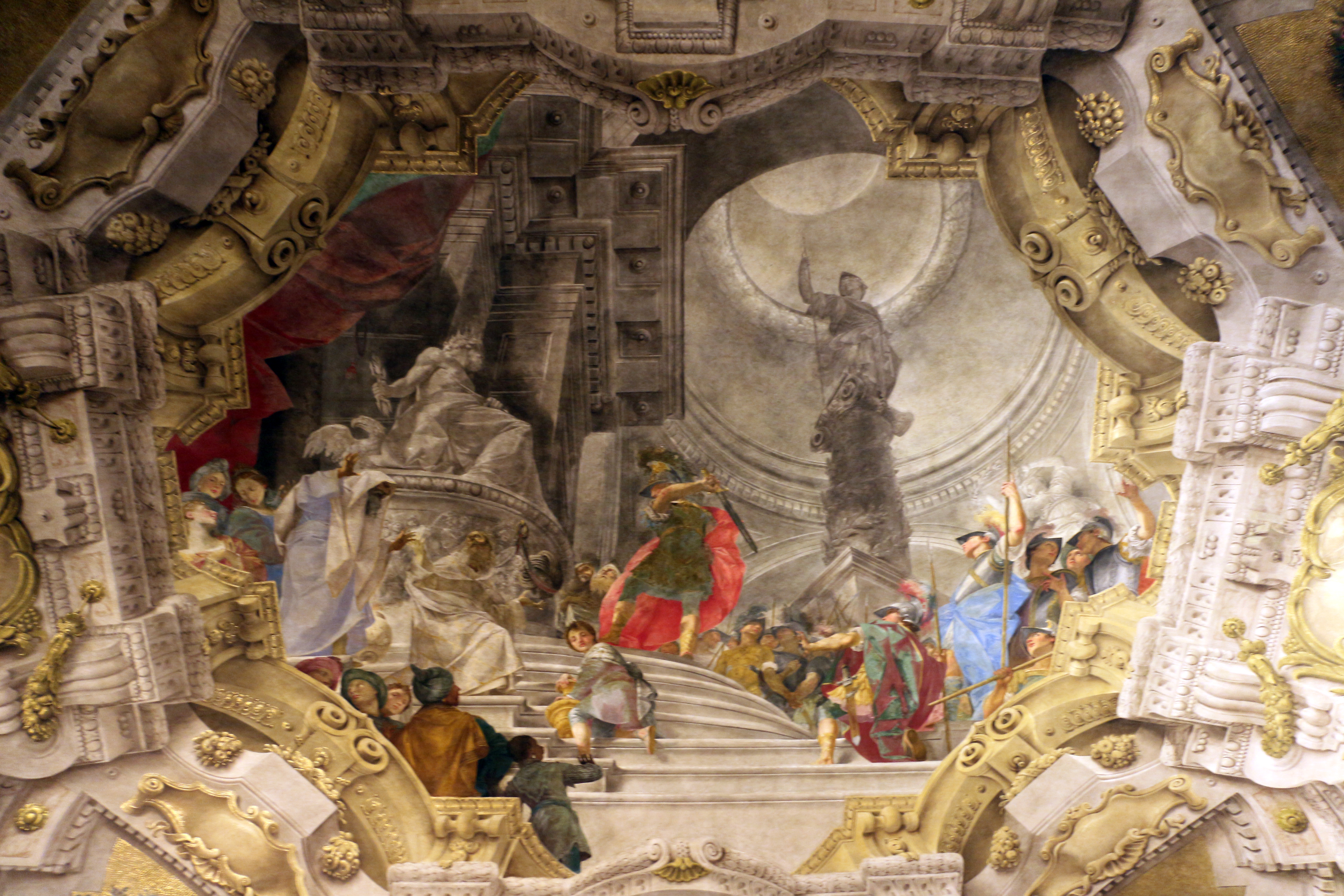
Донато Креті. Плафон «Александр Македонський розрубує гордіїв вузол», до 1710 р., Національна пінакотека Болоньї.

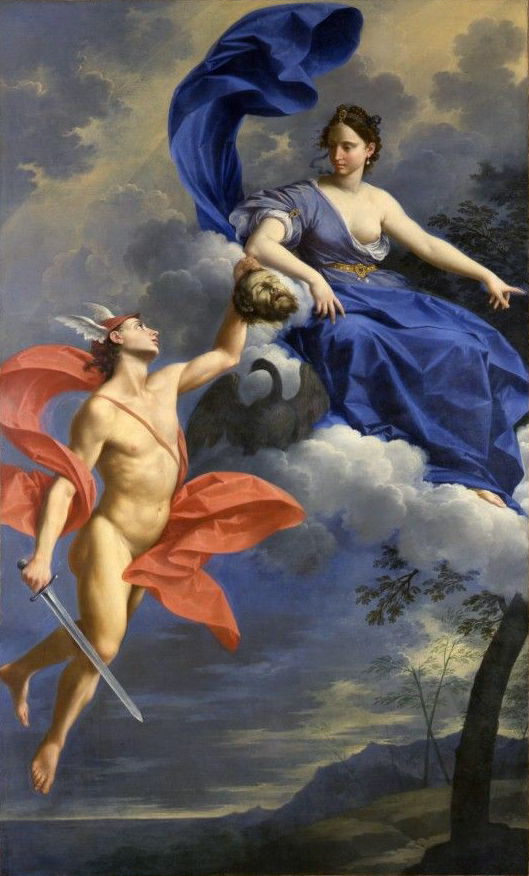
Донато Креті. «Меркурій передає Юноні відрубану голову Аргуса», Палаццо Аккурсіо, Болонья
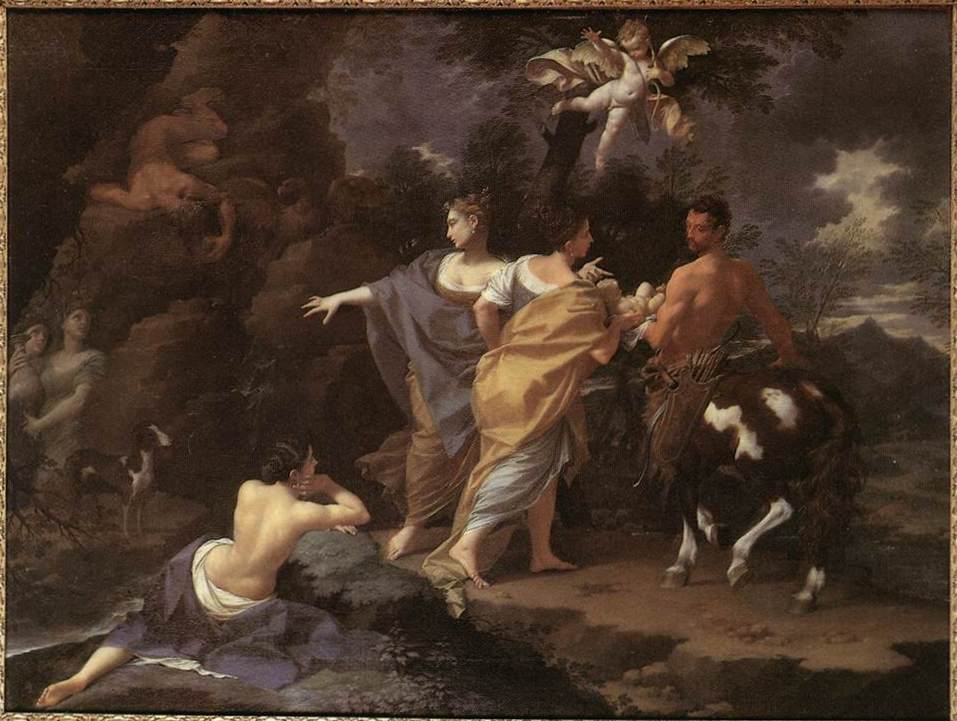
Донато Креті. «Ахілла передають на виховння кентавру Хірону»
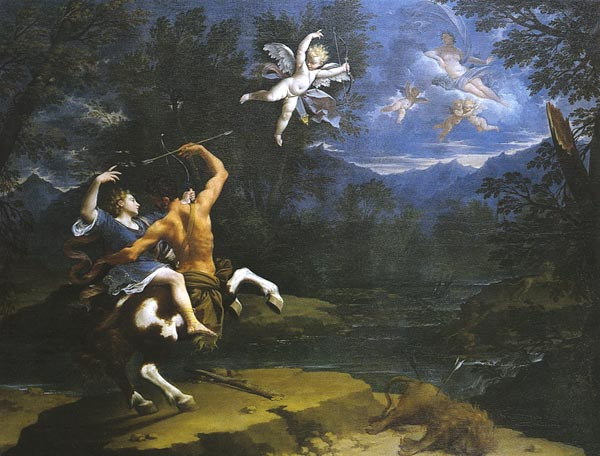
Донато Креті. «Кентавр Хірон готує з Енея безжального вояка»
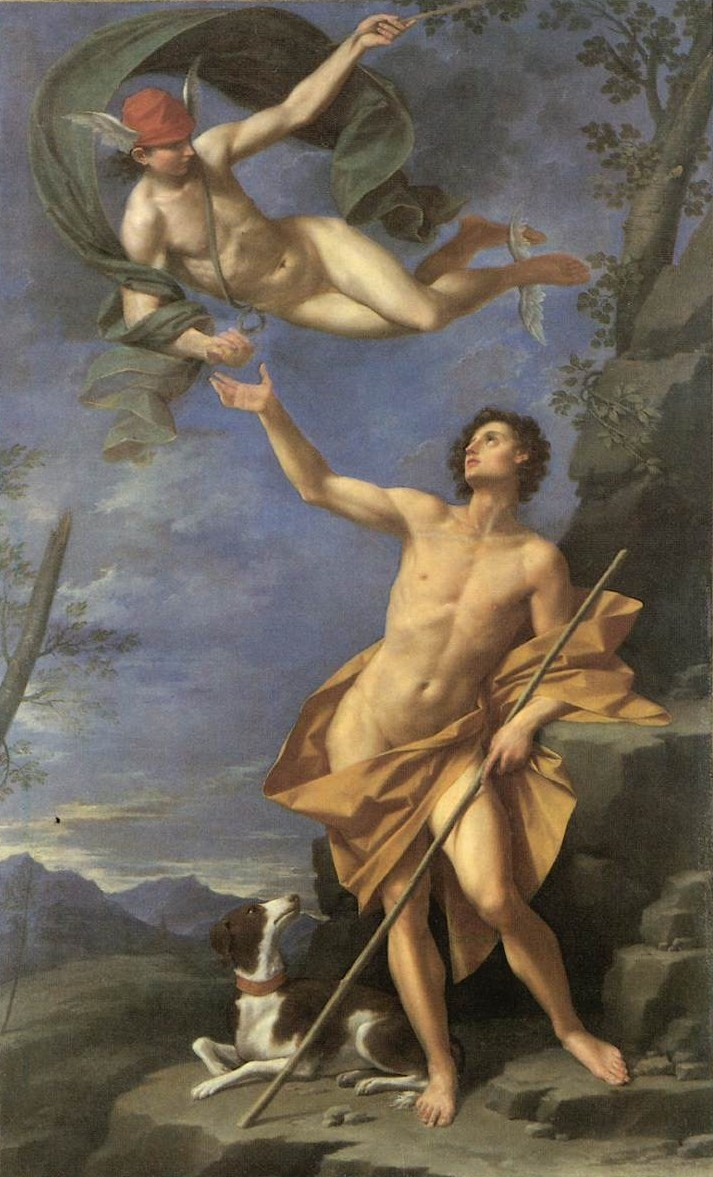
Донато Креті. «Паріс і Меркурій», Палаццо Аккурсіо, Болонья